# Edwin Taylor Pollock
Edwin Taylor Pollock (Mount Gilead, 25 de outubro de 1870 – Washington, 4 de junho de 1943) foi um oficial de carreira da Marinha dos Estados Unidos, servindo na Guerra Hispano-Americana e na Primeira Guerra Mundial. Em seguida, foi promovido ao posto de capitão.
Como alferes, Pollock serviu a bordo do USS New York durante a Guerra Hispano-Americana. Após a guerra, ascendeu na hierarquia, servindo em diversos navios, e fez um importante experimento com comunicação sem fio que estabeleceu um recorde para o telégrafo sem fio à distância mais longa, 3 862 quilômetros. Em 1917, menos de uma semana antes dos Estados Unidos entrarem na Primeira Guerra Mundial, ganhou uma corrida naval com um colega para receber oficialmente as Ilhas Virgens Americanas da Dinamarca, e atuou como o primeiro governador do território de forma interina. Durante a guerra, foi promovido a capitão e um navio sob o seu comando transportou sessenta mil soldados americanos para a França, feito pelo qual ele foi premiado com uma cruz da marinha. Em 1922, se tornou o oitavo governador naval da Samoa Americana e um ano depois, o superintendente do Observatório Naval dos Estados Unidos, antes de se aposentar em 1927.

## Início da carreira

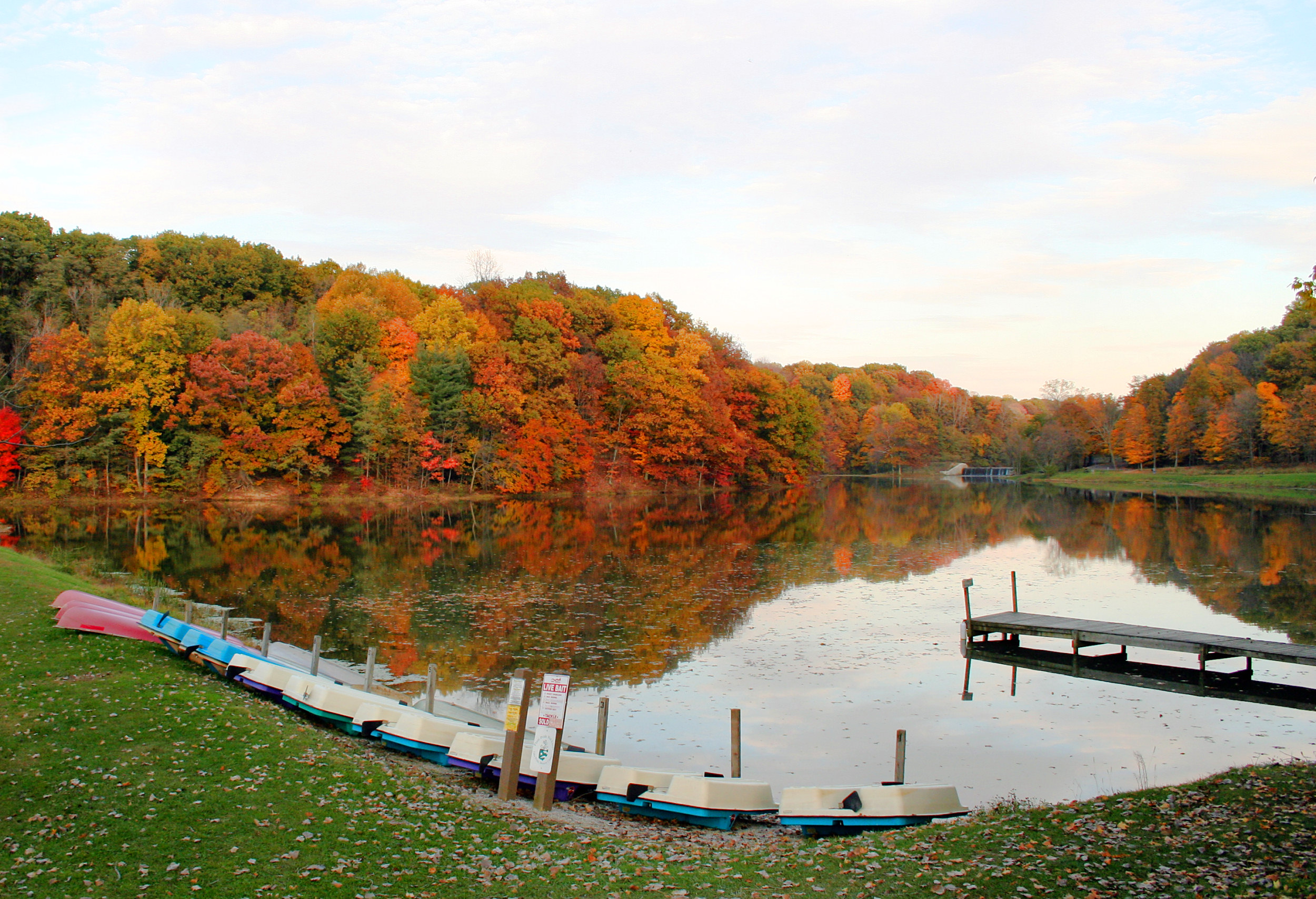
Um parque em Mount Gilead, Ohio

Edwin Taylor Pollock nasceu em Mount Gilead, Ohio, em 25 de outubro de 1870. Estudou na Academia Naval dos Estados Unidos e, como aspirante, foi designado para servir no USS Lancaster e ao USS Monocacy. Formou-se com um posto de alferes, em 1891. Após a formatura, foi designado para o cruzador USS New York em sua primeira viagem. Em seguida, foi atribuído á canhoneira USS Machias para uma expedição à China. Ele permaneceu na China por dois anos e meio, como parte do Esquadrão Asiático, em seguida, foi transferido para a USS Detroit antes de voltar para casa em 1897. No seu regresso, a Guerra Hispano-Americana estava ficando mais intensa, então Pollock foi transferido para o New York, para prestar serviço em Cuba e Porto Rico. Por seu envolvimento nessa guerra, recebeu as medalhas de campanha das Índias Ocidentais e da Espanha. Por seu envolvimento na Guerra Filipino-Americana, que ocorreu entre 1899 e 1913, recebeu a Medalha da Campanha Filipina.
Em janeiro de 1900, foi promovido a tenente e designado para a USS Alliance. No ano seguinte, serviu no USS Dolphin e no USS Buffalo. A bordo do Buffalo, voltou para o Esquadrão Asiático e finalmente foi transferido para a USS Brooklyn, o navio-almirante do esquadrão. Ele permaneceu a bordo do Brooklyn, até sua volta para casa em maio de 1902. Depois de uma licença breve, Pollock foi atribuído ao USS Chesapeake (como o vigia e oficial de divisão), cargo que ocupou por mais de um ano. Ele foi posteriormente transferido para a USS Cincinnati, servindo por mais um ano, e depois para a Base Naval Cavite, onde ficou até janeiro de 1906. Foi promovido a tenente-comandante (ou lieutenant commander) em 15 de dezembro de 1905.
Sua primeira missão como tenente-comandante foi no USS Alabama, como velejador. Em 1910, foi transferido para o USS Massachusetts, onde foi promovido a comandante em 4 de março de 1911.
Depois de sua promoção, Pollock comandou o USS Virginia e o USS Kearsarge (1912-1913). Durante a época que comandou o Kearsarge, comandou brevemente o USS Salem para um experimento sem fio que foi recorde mundial. Para este feito, o Salem foi equipado com dezesseis diferentes tecnologias em telégrafos sem fios e navegou para Gibraltar. Na chegada, eles testaram essas tecnologias e estabeleceram um recorde mundial para o telégrafo sem fio à distância mais longa, 3 862 quilômetros, utilizando um "Aparato de Poulsen", com base em princípios de Valdemar Poulsen. Experimentos também foram conduzidos para determinar as características dos telégrafos sem fio durante o tempo inclemente e durante o dia e a noite. Em 23 de abril de 1917, ele foi colocado no comando do USS Alabama, navio em que já foi o navegador.

## Ilhas Virgens Americanas

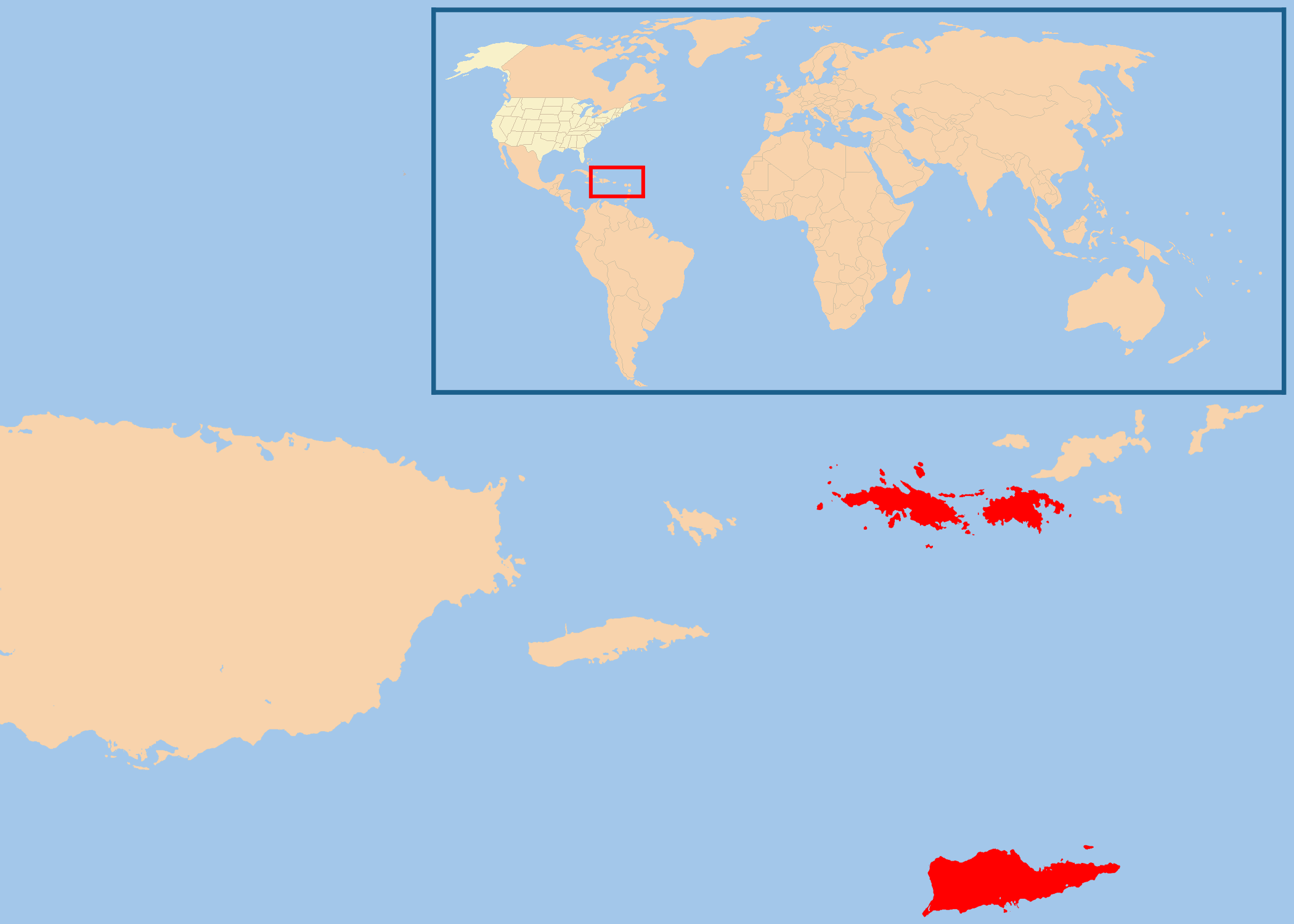
Localização das Ilhas Virgens Americanas

Nos últimos dias antes da entrada dos Estados Unidos na Primeira Guerra Mundial, os militares norte-americanos estavam preocupados com a possibilidade de a Alemanha comprar ou capturar as Índias Ocidentais Dinamarquesas para uso como base de submarinos. Além disso, o país tinha um interesse estratégico de obter as ilhas com o intuito de proteger a região do Canal do Panamá. Na época, o porto de Charlotte Amalie em Saint Thomas foi considerado o melhor do Caribe fora de Cuba, e o de Coral Bay em Saint John o mais seguro na região. Embora os Estados Unidos ainda não estivessem em guerra com a Alemanha, assinaram um tratado para comprar o território da Dinamarca por 25 milhões de dólares em 28 de março de 1917. O presidente Woodrow Wilson nomeou James Harrison Oliver para ser o primeiro governador militar das ilhas.
Oliver foi incapaz de viajar imediatamente para as ilhas e, por isso, a decisão de quem seria o primeiro Governador das Ilhas Virgens Americanas foi feita de forma incomum. O USS Hancock, comandado por Pollock, e o USS Olympia, comandado por Bion B. Bierer foram enviados para as ilhas em uma corrida. O comandante do navio que chegasse primeiro iria oficializar a cerimônia de transferência e ser governador interino. Pollock chegou primeiro e a cerimônia de transferência ocorreu em 31 de março de 1917, em Saint Thomas. Estava presente no momento da entrega a tripulação do cruzador dinamarquês KDM Valkyrjen. Os Estados Unidos declararam guerra à Alemanha em 6 de abril, menos de uma semana depois de garantir as ilhas. Oliver foi confirmado pelo Congresso em 20 de abril e Pollock deixou de atuar como governador. O dia 31 de março é um feriado local das Ilhas Virgens Americanas conhecido como Transfer Day (ou dia da transferência).

## Primeira Guerra Mundial

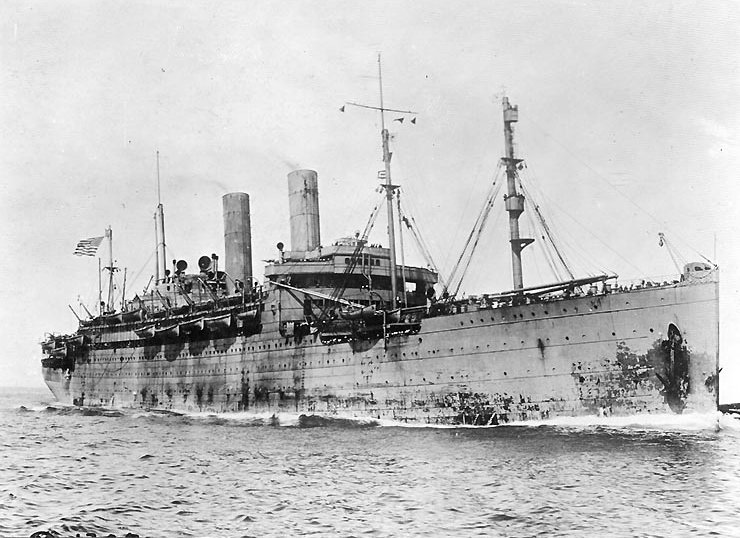
O George Washington, navio comandado por Pollock durante a Primeira Guerra Mundial

Durante a guerra, Pollock foi nomeado capitão do USS George Washington, um transatlântico alemão apreendido pelo governo dos Estados Unidos e adaptado para ser usado como navio de transporte militar. A embarcação foi rebatizada de George Washington em setembro de 1917 e seu comando foi dado a Pollock em 1º de outubro. Em dezembro daquele ano, o navio partiu com seu primeiro carregamento de tropas. Ao longo da guerra, transportou com sucesso sessenta mil soldados americanos para a França em dezoito viagens. Em 1918, o George Washington foi encarregado de levar o presidente Woodrow Wilson para a Conferência de Paz de Paris, viagem da qual Pollock não participou, já que foi transferido de função antes da partida, em 29 de setembro de 1918.
Enquanto esteve a bordo do George Washington, Pollock e o capelão Paul F. Bloomhardt editaram um jornal diário. Após a guerra, as histórias do jornal foram reunidas e publicadas em 1919 por J. J. Little & Ives co. com o título de Hatchet of the United States Ship "George Washington". Uma breve revisão do trabalho feita pela revista Outlook qualificou o livro como "legível" e "admiravelmente ilustrado". Ele "é abundante em pequenas doses inteligentes de diversão, incidentes excêntricos e notáveis, e os editoriais sadios e patrióticos". Após a guerra, Pollock foi transferido para o navio militar USS Oklahoma, para servir na Frota do Pacífico. Em 10 de novembro de 1920, foi premiado com a Navy Cross por seus serviços durante a guerra.

## Samoa Americana
Em 30 de novembro de 1921, Pollock foi transferido do comando do Oklahoma para se tornar o Governador Militar da Samoa Americana. Eventos políticos e pessoais fizeram o então governador Warren Terhune cometer suicídio. Então, Waldo A. Evans foi nomeado em seu lugar para conduzir um tribunal de inquérito sobre a situação e restaurar a ordem. Pollock sucedeu Evans, que havia restaurado com sucesso o governo e a produtividade das ilhas, após um período de agitação. Neste momento, Samoa Americana foi administrada por uma equipe de doze funcionários e um governador, com uma população total de aproximadamente oito mil habitantes. As ilhas foram essencialmente importantes devido ao porto de Pago Pago.
Começando em 1920, o Movimento Mau, nome derivado da palavra samoana que significa "oposição", estava se formando na Samoa Americana, em protesto contra várias políticas governamentais (algumas delas implementadas por Terhune, mas que não foram revogadas após sua morte), que os nativos (e alguns não-nativos) consideravam incomodas. O próprio movimento pôde ter sido inspirado por um antigo movimento de mesma natureza ocorrido na então Samoa Ocidental, contra as autoridades coloniais primeiro da Alemanha e depois da Nova Zelândia. Algumas das queixas iniciais do movimento incluem: a qualidade das estradas no território, uma lei que proibia o casamento entre nativos e não-nativos e um sistema de justiça que discriminava os habitantes locais, em parte porque as leis muitas vezes não estavam escritas em samoano. Além disso, a Marinha dos Estados Unidos proibiu também reuniões da Fono (nome usando para se referir à assembleia dos chefes de Samoa e pelo qual hoje é conhecido o poder legislativo das ilhas), que o movimento e a população consideravam ser o governo real do território.
O movimento cresceu em importância e isso culminou com a proclamação de Samuel S. Ripley, um samoano de uma família afakasi mestiça, com grande propriedade comunal nas ilhas, como o sucessor legitimo do governo de Samoa pré-1899. Evans também se reuniu com os chefes e garantiu que a sua aprovação ao governo naval continuasse. Ripley, que viajou a Washington para se reunir com secretário da marinha Edwin C. Denby, não foi permitido por Evans de voltar à Samoa Americana e teve que se exilar na Califórnia, onde se tornou o prefeito de Richmond. Depois de ser nomeado governador, Pollock continuou o trabalho de colonização iniciado pelo seu antecessor. Antes de viajar para o território, se reuniu com Ripley em São Francisco. Embora Ripley sustentasse que a "ocupação" americana em Samoa foi uma usurpação, ele concordou em permitir que Pollock governasse sem entraves e forneceu-lhe cópias de suas cartas. Quase imediatamente depois de chegar na ilha, Pollock e o secretário de assuntos nativos Sydney D. Hall se reuniram com representantes do Mau, e então Pollock tornou-se o primeiro governador a fazer isso. Pouco tempo depois, alguns membros do Mau deixaram o movimento, embora ele tenha permanecido ativo por mais treze anos.
O tempo restante dele como governador foi menos agitado. Enquanto explorava Tonga em maio 1923, encontrou uma tartaruga que tinha sido descrita por Capitão Cook em sua expedição de 1773. A tartaruga passou a ficar conhecida por ter vivido mais de 150 anos. Pollock deixou oficialmente o cargo de governador da Samoa Americana em 4 de setembro de 1923.

## Observatório Naval dos Estados Unidos

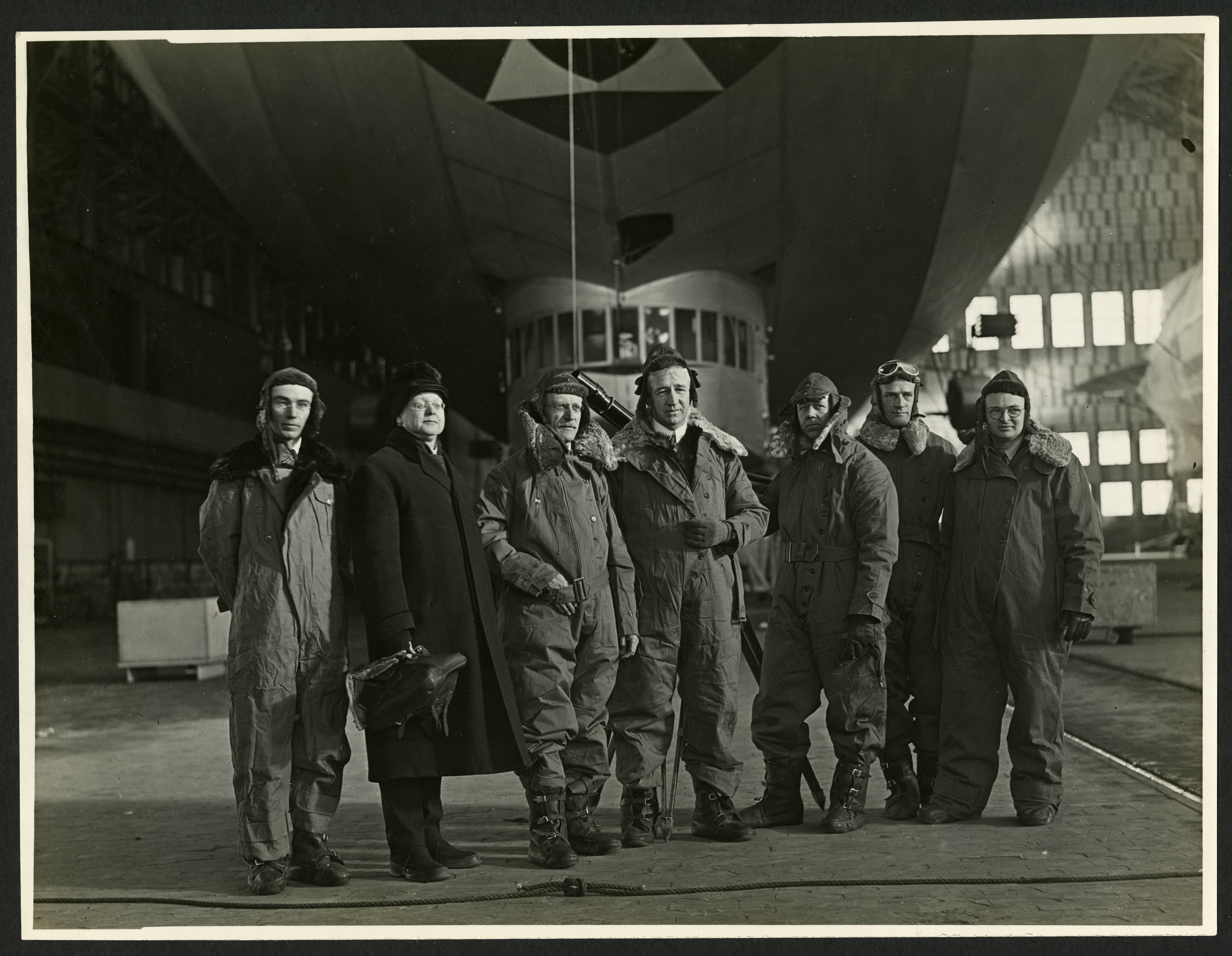
Tripulação do USS Los Angeles em 24 de janeiro de 1925. Estão presentes na foto além de Pollock: Chester B. Watts, George H. Peters, Frank B. Littell, Walter L. Richardson, Alvin K. Peterson e Watson Davis

Em 5 de outubro de 1923, Pollock se tornou superintendente do Observatório Naval dos Estados Unidos, em Washington, D.C., em substituição ao contra-almirante William D. MacDougall.
Em 22 de agosto de 1924, o Marte ficou a 55 730 000 quilômetros da Terra. O Observatório Naval não fez observações formais do planeta, mas Pollock e o filho do astrônomo Asaph Hall cerimonialmente reencenaram a descoberta das luas Fobos e Deimos (feita por Hall em 1877) com seu telescópio original de 432 milímetros. Também em agosto de 1924, foi promovido pelo governo dos Estados Unidos o "dia nacional do silêncio do rádio", ocasião em que se pediu para os cidadãos americanos que eles deixassem os seus rádios desligados cinco minutos por hora durante 36 horas. O objetivo da experiência, feita pelo Observatório Naval, era detectar possíveis sinais de comunicação extraterrestre vindos de marte enquanto o planeta estava mais perto da Terra. Os sinais seriam recebidos por um radiorreceptor do localizado em um dirigível a três quilômetros de altitude. No final, nenhum sinal extraterrestre foi detectado.
Em 24 de janeiro de 1925, Pollock comandou o dirigível USS Los Angeles em um voo que partiu de Lakehurst, Nova Jérsei, para fotografar um eclipse solar em uma altitude de 2 440 metros. O objetivo da viagem era fotografar o eclipse sem a interferência das nuvens ou da poluição atmosférica, existia a expectativa de se fotografar um fenômeno conhecido como Anel de diamante de Baily. A umbra se estendeu por áreas densamente povoadas, de Minnesota até o sul da Nova Inglaterra. Esta foi a primeira vez que um eclipse havia sido fotografado no ar e ao descrever a experiência, Pollock disse: "Quando você puder descrever adequadamente a glória celestial, terá dito como era esse eclipse".

## Após a aposentadoria e vida pessoal

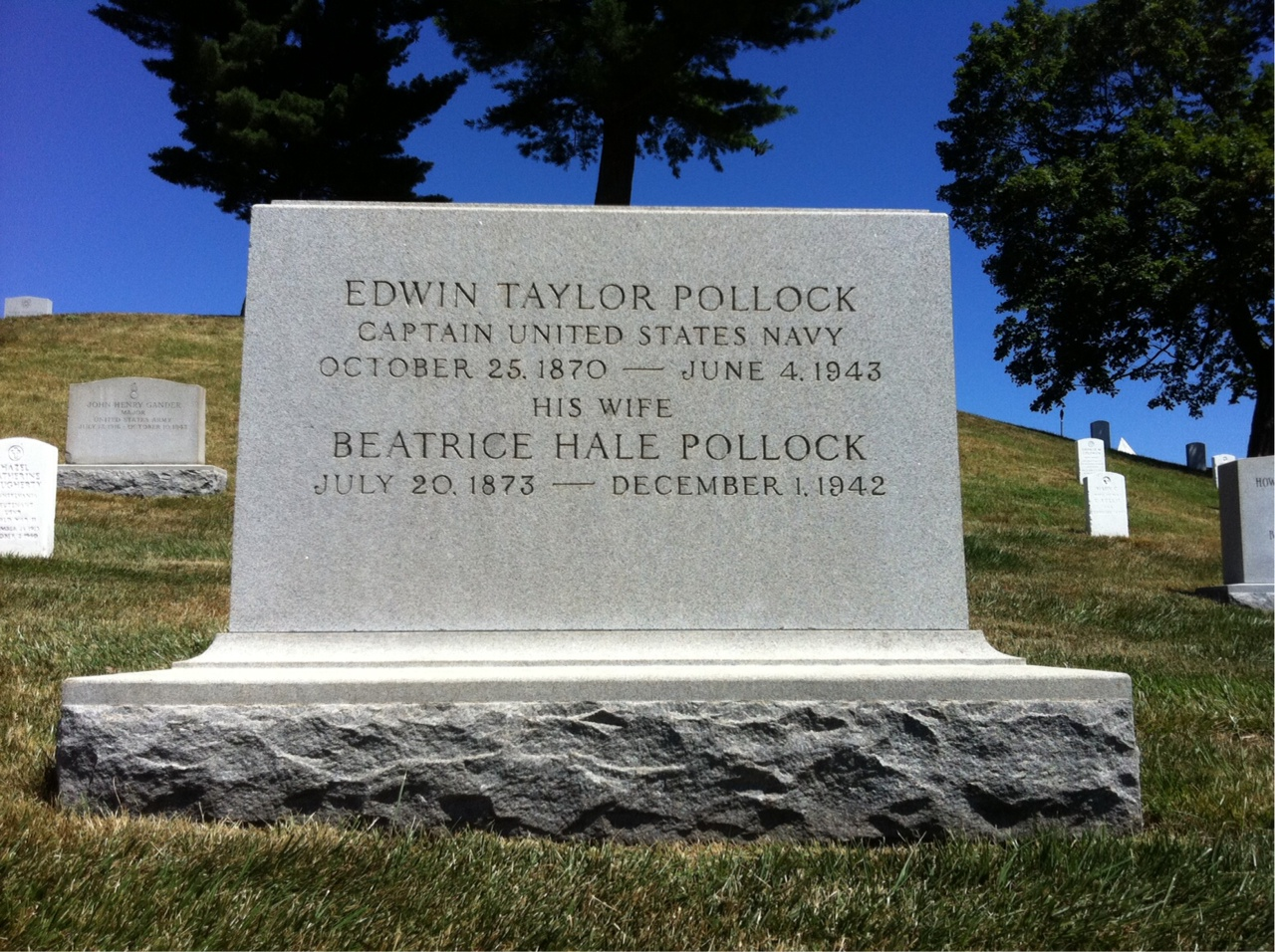
Túmulo de Edwin Taylor Pollock no Cemitério Nacional de Arlington.

Pollock se aposentou em 1927 e foi substituído como superintendente pelo Capitão Charles S. Freeman. Em 1930, Pollock e sua esposa compraram uma casa de verão em Jamestown, Rhode Island, permanecendo também em Washington, DC. Em 1932, se tornou um diretor do Sociedade Histórica de Jamestown. Também ficou interessado em genealogia e publicou vários trabalhos sobre a história de sua família durante a década de 1930. Durante a sua vida foi membro das organizações Filhos da Revolução Americana, Sociedade das Guerras Coloniais e Ordem Militar de Carabao.
Pollock se casou com Beatrice E. Law Hale em 5 de dezembro de 1893. Hale nasceu em 20 de julho de 1873 e era do condado de Richland. Eles foram casados até a morte dela em 1º de dezembro de 1942 e tiveram uma filha: Beatrice Hale Pollock, que nasceu no Brooklyn em 1º de junho de 1901. Beatrice Pollock se casou com o também militar da marinha Robert S. Chew e os dois tiveram três filhos. Edwin Taylor Pollock morreu em 4 de junho de 1943 e foi sepultado no Cemitério Nacional de Arlington.

### Livros
- Congress of the United States (1911). Congressional Record (em inglês). 47. Washington D.C.: U.S. Government Printing Office
- Herringshaw's American Blue-Book of Biography; Prominent Americans (em inglês). Chicago: American Publishers' Association. 1926
- Providing Monday Holidays (em inglês). Washington D.C.: United States Congress House Judiciary Committee. 1967
- United States Naval Observatory (1976). United States Naval Observatory (em inglês). Washington, D.C.: U.S. Department of Defense, Department of the Navy, Naval Observatory
- United States Navy Department (1928). Annual Reports of the Navy Department for the Fiscal Year 1927 (em inglês). Washington, D.C.: U.S. Government Printing Office
- Who was who in American History, the Military (em inglês). 76. Berkeley Heights: Marquis Who's Who. 1975. ISBN 9780837932019
- Zoological Society of London (1937). Proceedings of the General Meetings for Scientific Business of the Zoological Society of London: General and experimental (em inglês). 107. Londres: Longmans, Green
- Blum, Denise (2017). The Globalization and Corporatization of Education: Limits and Liminality of the Market Mantra (em inglês). Abingdon-on-Thames: Routledge
- Carey, Charles W. (2014). African-American Political Leaders (em inglês). Nova Iorque: Infobase Publishing. ISBN 9781438107806
- Darden, T. F. (1951). Historical Scketch of the Naval Administration of the government of American Samoa (PDF) (em inglês). Washington D.C.: Department of the Navy. Arquivado do original (PDF) em 5 de janeiro de 2014
- Furnas, JC (2008). Anatomy of Paradise - Hawaii and the Islands of the South Seas. Redditch: Read Books. ISBN 1-4437-2767-9
- Gray, J. A. C. (1960). Amerika Samoa: History Of American Samoa And Its United States Naval Administration. Annapolis: United States Naval Institute
- Leonard, Graeme;  et al. (2012). Encyclopedia of U.S. - Latin American Relations (em inglês). Washington, D.C.: CQ Press. ISBN 9781608717927
- Lidegaard, Bo (2006) [2003]. Dansk udenrigspolitiks historie 4: Overleveren 1914-1945 (em dinamarquês) 2ª ed. Copenhague: Gyldendal. ISBN 87-02-04976-7
- Pollock, Edwin Taylor; Bloomhardt, Paul Frederick (1919). The Hatchet of the United States ship "George Washington" (em inglês). Nova Iorque: J.J. Little & Ives Co
- Sacks, Benjamin (2019). Cricket, Kirikiti and Imperialism in Samoa, 1879–1939 (em inglês). Berlim: Springer Nature. ISBN 9783030272685

### Periódicos
- «The United States Army and Navy Journal and Gazette of the Regular and Volunteer Forces». Army and Navy Journal Incorporated. 43. 1906
- «Army-Navy-Air Force Register and Defense Times». Army and Navy Register Pub. Co. 39. 1906
- «Army-Navy-Air Force Register and Defense Times». Army and Navy Register Pub. Co. 69. 1921
- «Wireless Feat Breaks Record». Los Angeles Times. 12 de março de 1913
- «Beatrice Hale Pollock taken by death». Mansfield News Journal Archives (em inglês). 3 de dezembro de 1942
- «Captain E. T. Pollock Dies In Washington». Newport Mercury And Weekly News. 11 de junho de 1943
- «Dramatic events: governor's suicide in America Samoa». Poverty Bay Herald. XLVII (15381). 27 de novembro de 1920. Cópia arquivada em 23 de maio de 2022
- «War Books». The Outlook. 122. 13 de agosto de 1919
- «Twenty-eight D.C. Naval Men are Awarded Honor Medals». The Washington Times (11 379). 14 de dezembro de 1919. ISSN 1941-0697
- Overstreet, L. M. (18 de outubro de 1922). «Always On Guard». The Outlook
- Pitoni, Ven (20 de setembro de 1985). «What's In a Name?». Fredrick Post
- Ripley, Samuel S. (15 de março de 1922). «Our Naval Autocracy in Samoa». The Nation (em inglês). Cópia arquivada em 23 de maio de 2022
- Schoff, Wilfred (18 de agosto de 1916). «The Danish West Indies Ought to Pay». Los Angeles Times
- Yeang, Chen-Pang (2004). «Scientific Fact or Engineering Specification? The U.S. Navy's Experiments on Wireless Telegraphy circa 1910». Technology and Culture. 45 (1)